# AdventureQuest
AdventureQuest, også kaldet BattleOn eller bare AQ, er et online singleplayer Flash RPG udviklet og udgivet af Artix Entertainment. Spillet blev udgivet d. 15 Oktober 2002. Spillet er i tegneserie/manga-stil, og hittede i år 2006. Siden er der kommet et par opdateringer til spillet, men man kan stadig ikke se den store forskel fra da spillet udkom. Det er muligt at købe et medlemskab til spillet, så Artix Entertainment kan fortsætte med at tjene penge og derved udvikle spillet. Spillet er endeløst, og bliver sværere og sværere. Dog er der kun et bestemt antal "Quests", som man kan gennemføre. Man kan også besøge slotte hvor der sker noget mystisk, som man skal rette op på. Man kæmper mod massevis af monstre, ligefra små aber til kæmpe store sure og beskidte hulemænd. I takt med monstrenes at sværhedsgrad stiger skal man komme i level, udvikle sig, købe nye våben, kæledyr og meget mere. Spillet er meget fantasifuldt. Spillet er ikke særlig tidskrævende, da man kan spille når man har lyst, og der ikke er nogen timing på. Skrevet af WikiSoender. 

## Spillets formål
Battleon er et rollespil, hvor det gælder, om at bekæmpe monstre, købe våben, og klare missioner for at stige level/rang.
Battleon er ikke et normalt webbaseret rollespil da det næsten udelukkende er singleplayer.
Kampene mod diverse monstre er turbaseret og kan med tiden blive en anelse langtrukkende. Battleon er gratis at spille, selvom det er muligt at opgraddere sin bruger med penge. Denne opgradering er dog ikke spor nødvendig da der er masser af gameplay foruden.
- AdventureQuest